# Rundling (Leipzig)

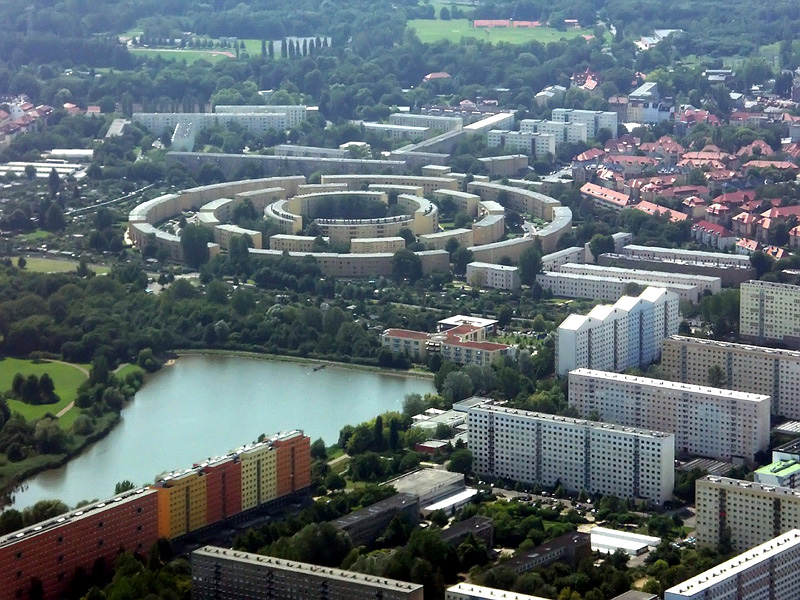
Luftaufnahme (2008)

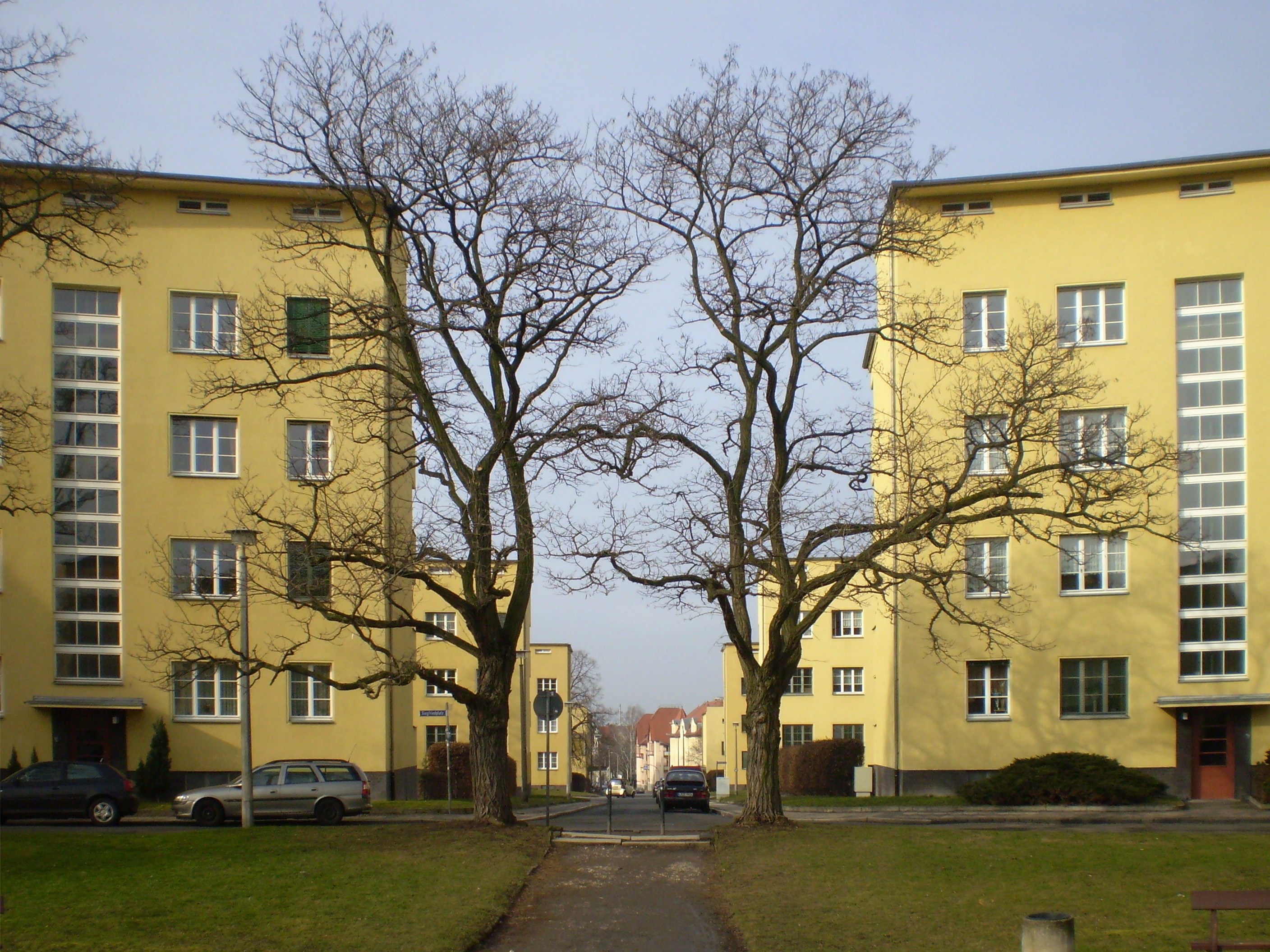
Die westliche Achse (2009)

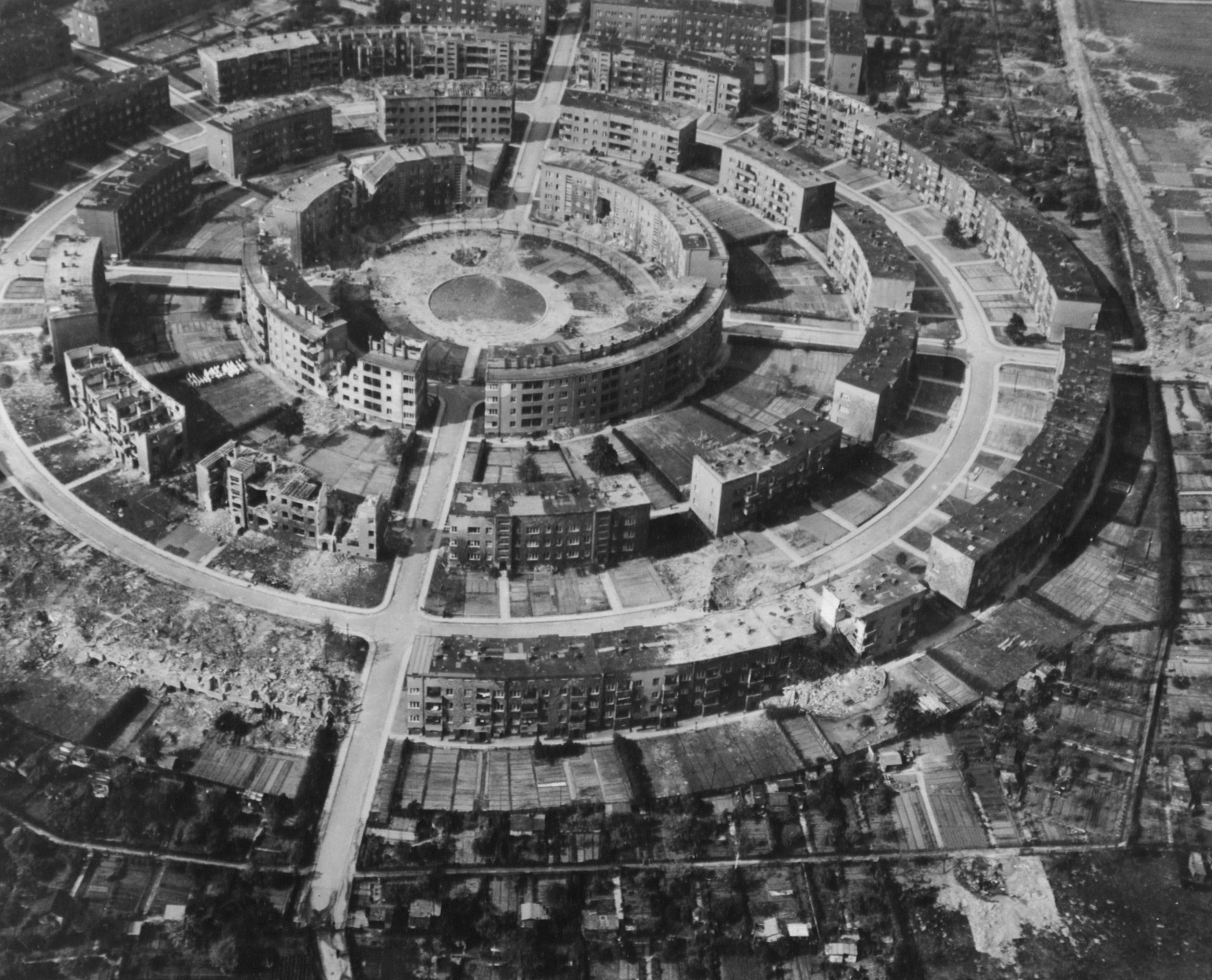
Luftbild mit Zerstörungen (1945)

Der Rundling, auch Nibelungensiedlung genannt, ist eine kreisförmig angelegte Wohnsiedlung im Leipziger Stadtteil Lößnig und steht unter Denkmalschutz.
In der Zeit großer Wohnungsnot wurde 1929/30 durch den Leipziger Architekten und Stadtbaurat Hubert Ritter eine Wohnanlage in kommunaler Trägerschaft gebaut. Ritter errichtete auf einem flachen Hügel am damaligen Stadtrand in Zeilenbauweise 24 Häuser, die in der Form von drei konzentrischen Ringen angeordnet sind. Der äußere Ring hat einen Durchmesser von 300 Metern. Die Hügellage betonte Ritter, indem er den inneren Ring vier- statt dreigeschossig ausführte. Zwei senkrecht zueinander liegende Hauptachsen und einige Nebenzugänge erschließen das Gebiet verkehrlich. Der westliche Zugang wird durch zwei vorgelagerte Kopfbauten mit Verkaufseinrichtungen in den Erdgeschossbereichen betont. Die Zugänge zu den Häusern der äußeren beiden Ringe erfolgen von dem kreisförmigen Nibelungenring zwischen ihnen, die zu denen des inneren Rings von dem zentralen Siegfriedplatz.
Die Gebäude wurden im Stile der Neuen Sachlichkeit errichtet. Nach Meinung des Architekturhistorikers Winfried Nerdinger ist der Rundling ein „Symbol für die Ideale des Neuen Bauens der Weimarer Republik“. Im Ausschuss für Wohnungswesen der Stadt wurde kontrovers über flache und steile Dächer diskutiert, wobei der Oberbürgermeister Karl Rothe zu den Kritikern des flachen Daches gehörte. Hubert Ritter vermochte den Ausschuss erst in der nächsten Sitzung durch den Nachweis, dass das flache Dach kostengünstiger sei als das steile Dach, von dem Entwurf zu überzeugen.
Es entstanden 624 Wohnungen mit elf verschieden zugeschnittenen Grundrissen unterschiedlicher Größe und immer unter dem Aspekt optimaler Lichtverhältnisse angelegt, zum Beispiel keine Wohnzimmer nach Norden.
Der vom Stadtgartendirektor Nikolaus Molzen (1881–1954) geplante Siegfriedplatz im Zentrum der Anlage erhielt ein großes Planschbecken für die Kinder der Siedlung. Nach der ursprünglichen Planung sollte hier eine Kirche oder ein anderer Sonderbau errichtet werden.
Im Zweiten Weltkrieg erlitt der Rundling schwere Beschädigungen. Das Planschbecken wurde nach dem Krieg entkernt und zunächst als Grabeland genutzt, dann eine Beetfläche angelegt und das Bassin aufgegeben. 1965/66 erfolgte ein teilweiser Wiederaufbau der Gebäude. Bei der komplexen Sanierung der denkmalgeschützten Anlage von 1993 bis 1997 wurden fünf im Krieg zerstörte Blöcke wieder errichtet. Für die Sanierung des Rundlings erhielt die Leipziger Wohnungs- und Baugesellschaft den Deutschen Bauherrenpreis. Beauftragter Architekt war Heinz Schmitz.